# Non dire niente (miniserie televisiva)
Non dire niente (Say Nothing) è una miniserie televisiva statunitense ideata da Joshua Zetumer e racconta quattro generazioni nell'Irlanda del Nord durante il conflitto nordirlandese. Adattamento del libro del 2018 Non dire niente: un caso di omicidio e tradimento nell'Irlanda del Nord di Patrick Radden Keefe, ha debuttato il 14 novembre 2024 su FX on Hulu e Disney+.

## Trama
La serie ripercorre le vite delle persone cresciute a Belfast negli anni '70, '80 e '90 durante i conflitti nell'Irlanda del Nord, il loro coinvolgimento nel Provisional Irish Republican Army, le indagini sulle persone rapite, assassinate e sepolte segretamente e in particolare l'omicidio di Jean McConville. Seguendo le azioni delle sorelle Dolours e Marian Price che diventano membri dell'IRA.

## Puntate
| nº | Titolo originale                | Titolo italiano                              | Pubblicazione    |
| -- | ------------------------------- | -------------------------------------------- | ---------------- |
| 1  | The Cause                       | La causa                                     | 14 novembre 2024 |
| 2  | Land of Password, Wink, and Nod | Terra di parole d'ordine, cenni e occhiolini | 14 novembre 2024 |
| 3  | I'll Be Seeing You              | Ti terrò d'occhio                            | 14 novembre 2024 |
| 4  | Tout                            | Promotore                                    | 14 novembre 2024 |
| 5  | Evil Little Maniacs             | Piccoli pazzi malvagi                        | 14 novembre 2024 |
| 6  | Do No Harm                      | Non nuocere                                  | 14 novembre 2024 |
| 7  | Theater People                  | Teatranti                                    | 14 novembre 2024 |
| 8  | I Lay Waiting                   | Steso lì ad aspettare                        | 14 novembre 2024 |
| 9  | The People in the Dirt          | La gente nella terra                         | 14 novembre 2024 |

## Produzione
La produzione è un adattamento del libro Non dire niente: un caso di omicidio e tradimento nell'Irlanda del Nord di Patrick Radden Keefe, che descrive in dettaglio il rapimento e l'omicidio di una madre vedova di dieci figli, Jean McConville. Edward McDonnell, Monica Levinson, Joshua Zetumer e Michael Lennox sono i produttori esecutivi con Zetumer come da showrunner e Lennox che dirige quattro puntate. Nina Jacobson e Brad Simpson di Color Force sono i produttori.

### Casting
Nel febbraio 2024 Lola Petticrew, Hazel Doupe, Anthony Boyle, Josh Finan e Maxine Peake sono stati confermati nel cast principale. Altri attori annunciati sono: Michael Colgan, Kerri Quinn, Stuart Graham, Laura Donnelly, Rory Kinnear, Amy Molloy, Helen Behan, Damien Molony e Judith Roddy.

### Riprese
Le riprese hanno avuto luogo nell'area di Walton a Liverpool nel maggio 2023. 
Sono proseguite a Belfast, Londra, Sheffield e alla Shepton Mallet Prison, vicino Bath nel Somerset, tra l'agosto e il settembre dello stesso anno.

## Distribuzione
La miniserie è stata interamente distribuita sulla piattaforma di streaming FX on Hulu negli Stati Uniti e su Disney+ negli altri Paesi il 14 novembre 2024.

## Accoglienza

### Critica
La miniserie ha ricevuto recensioni positive dalla critica. Rotten Tomatoes riporta il 93% delle recensioni professionali positive, con un voto medio di 8,50 su 10 basato su 42 critiche. Il consenso critico del sito web indica: «Ancor più efficace per la sua ambiguità morale e politica, Non dire niente è un indimenticabile affresco del conflitto nordirlandese.» Metacritic, invece, ha assegnato un punteggio di 80 su 100 basato su 23 recensioni, indicando "recensioni generalmente favorevoli".